# Escorpio (constelación)
Escorpio o Escorpión (Scorpius en latín), es una de las 88 constelaciones modernas. Antiguamente esta constelación se representaba unida a la que hoy se conoce como Libra (que no existía, se cree que fueron los romanos quienes primero la imaginaron). Las estrellas que hoy se conocen como alfa y beta Librae representaban las pinzas sur y norte del escorpión, lo que les dio su nombre actual: alfa Librae es Zubenelgenubi (pinza del sur) y beta Librae es Zubeneschamali (pinza del norte). Representado de esta forma, el escorpión colgaba apacible.

## Características destacables

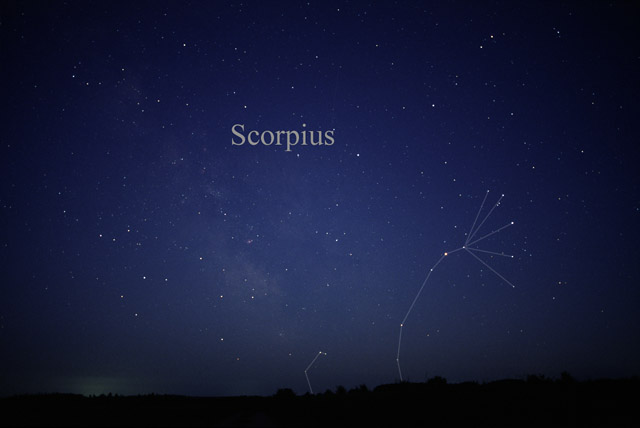
Constelación Scorpius [http://www.allthesky.com/constellations/scorpius-e.html AlltheSky.com

La estrella principal de la constelación es α Scorpii, conocida como Antares. Es una fría supergigante roja de tipo espectral M0.5Iab cuyo diámetro, medido por interferometría, es de 3,3 ua; si estuviese en el centro del sistema solar, su superficie se extendería más allá de la órbita de Ceres.
La supergigante forma un sistema binario con una estrella blanco-azulada de tipo B3V, de la que está separada visualmente 3 segundos de arco.
Esta estrella debe su nombre al color rojo que en la antigüedad la asoció mitológicamente con Marte (Ares); se creía que, por su parecido con este, ambos eran rivales, por lo que se le dio el nombre de «rival de Ares»: Anti-Ares o Antares.
La segunda estrella más brillante de Escorpio es Shaula (λ Scorpii), un sistema estelar con al menos tres componentes. Alrededor de la componente principal, catalogada como subgigante de tipo B2IV, orbita una acompañante de naturaleza desconocida, que bien podría ser una estrella T Tauri. La tercera componente, de tipo B2, completa una órbita en torno al par interior cada 2,88 años.
La tercera estrella en cuanto a brillo es Sargas (θ Scorpii), una gigante luminosa blanco-amarilla 960 veces más luminosa que el Sol y 3,1 veces más masiva que este.
Le sigue en brillo Dschubba (δ Scorpii), una estrella múltiple distante más de 400 años luz cuya componente principal es una caliente subgigante blanco-azulada de tipo B0.3V. Semejante a esta, τ Scorpii —oficialmente llamada Paikauhale, nombre de origen hawaiano— es una estrella de tipo B0.2V con una temperatura de 31 600 K y un campo magnético medianamente intenso de aproximadamente 0,5 kG, cuya estructura ha sido reconstruida utilizando imágenes Zeeman-Doppler. Igualmente, π Scorpii —que reibe el nombre de Fang— es una binaria espectroscópica y binaria eclipsante cuyas componentes, de tipo B1V y B2V, se mueven a lo largo de una órbita circular que completan cada 1,570103 días; este sistema se encuentra a 520 años luz de la Tierra.
ρ Scorpii es otra estrella de tipo B2IV/V cuya luminosidad es 2820 veces mayor que la luminosidad solar. Muchas de estas estrellas calientes pertenecen a la asociación estelar Scorpius-Centaurus.
Más cercana a nosotros —a 65 años luz— se encuentra ε Scorpii, llamada oficialmente Larawag y conocida también por su nombre chino Wei, una gigante naranja de tipo espectral K1III y 4522 K de temperatura.
Muy parecida a esta última, aunque al doble de distancia, se localiza Fuyue —nombre de G Scorpii—, también gigante naranja de tipo K2III y que tiene un tamaño 20 veces más grande que el del Sol.

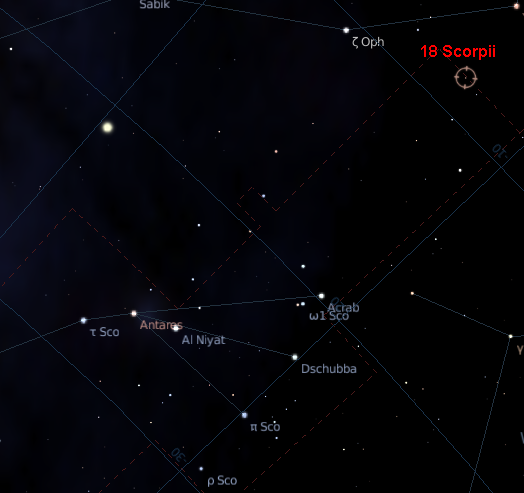
Localización de 18 Scorpii dentro de la constelación

Otra estrella de interés en Escorpio es 18 Scorpii, enana amarilla de características muy similares al Sol, por lo que algunos astrónomos consideran que es el gemelo solar más cercano. De tipo espectral G2V, tiene un contenido metálico muy parecido al solar ([Fe/H] = 0,04).
En esta constelación se encuadra V856 Scorpii, una estrella Herbig Ae/Be que aún no ha comenzado a fusionar su hidrógeno. Con una masa de 3 - 4 masas solares, rota ya a gran velocidad (204 km/s) y se incorporará a la secuencia principal como una estrella de tipo B medio.
Encuadrada en Escorpio, GJ 620.1 B es la enana blanca más joven en un entorno de 25 pársecs del sistema solar. Con una edad de solo 20 000 años  —como remanente estelar—, su temperatura efectiva es todavía de casi 26 000 K.
De características contrapuestas, Trumpler 27-1, miembro del masivo y posible cúmulo abierto Trumpler 27, es una de las estrellas más grandes que se conocen; su radio puede ser hasta 1330 veces más grande que el del Sol.

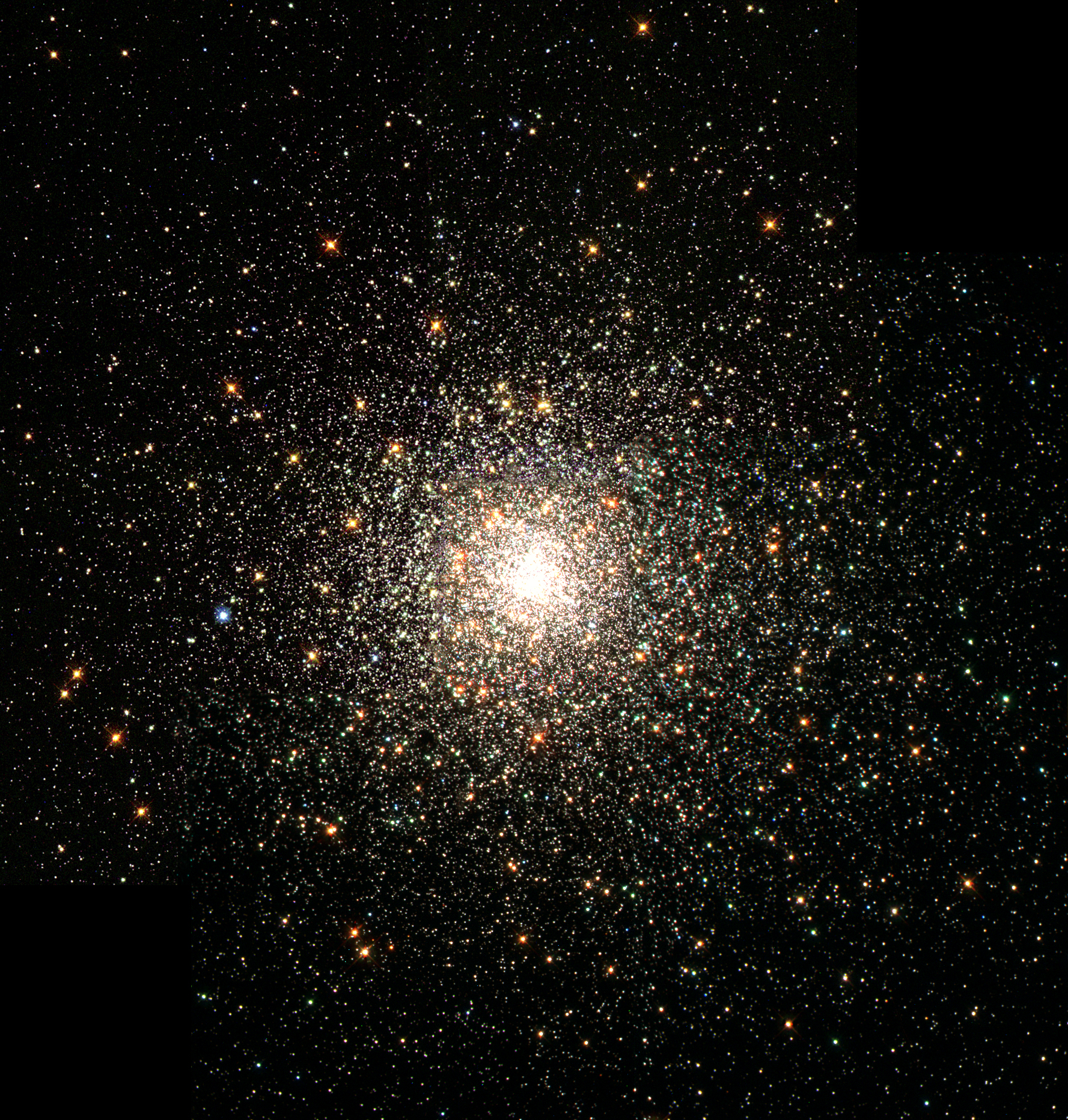
Imagen de M80 obtenida con el telescopio espacial Hubble

Escorpio cuenta con dos cúmulos globulares dentro del catálogo Messier, M4 y M80.
M4 fue el primer cúmulo donde se descubrieron estrellas individuales y se encuentra a 6000 años luz del sistema solar, siendo el segundo cúmulo globular más cercano a nosotros detrás del tenue FSR 1767. Por su parte, M80 es uno de los cúmulos globulares más densos que se conocen, conteniendo un buen número de estrellas rezagadas azules.
Otros tres cúmulos abiertos se encuentran dentro de los límites de la constelación. M6 o cúmulo de la Mariposa —con su estrella más brillante, la supergigante naranja y variable semirregular BM Scorpii— se encuentra a 1590 años luz y su edad aproximada es de 80 millones de años. M7 es un cúmulo abierto ya conocido por Claudio Ptolomeo en el año 130 que hoy recibe, en su honor, el nombre de cúmulo de Ptolomeo. NGC 6231, situado a 5600 años luz, contiene la variable V1034 Scorpii, binaria eclipsante masiva cuyas componentes, de tipo O9V y B1V, tienen 16,8 y 9,4 masas solares respectivamente.

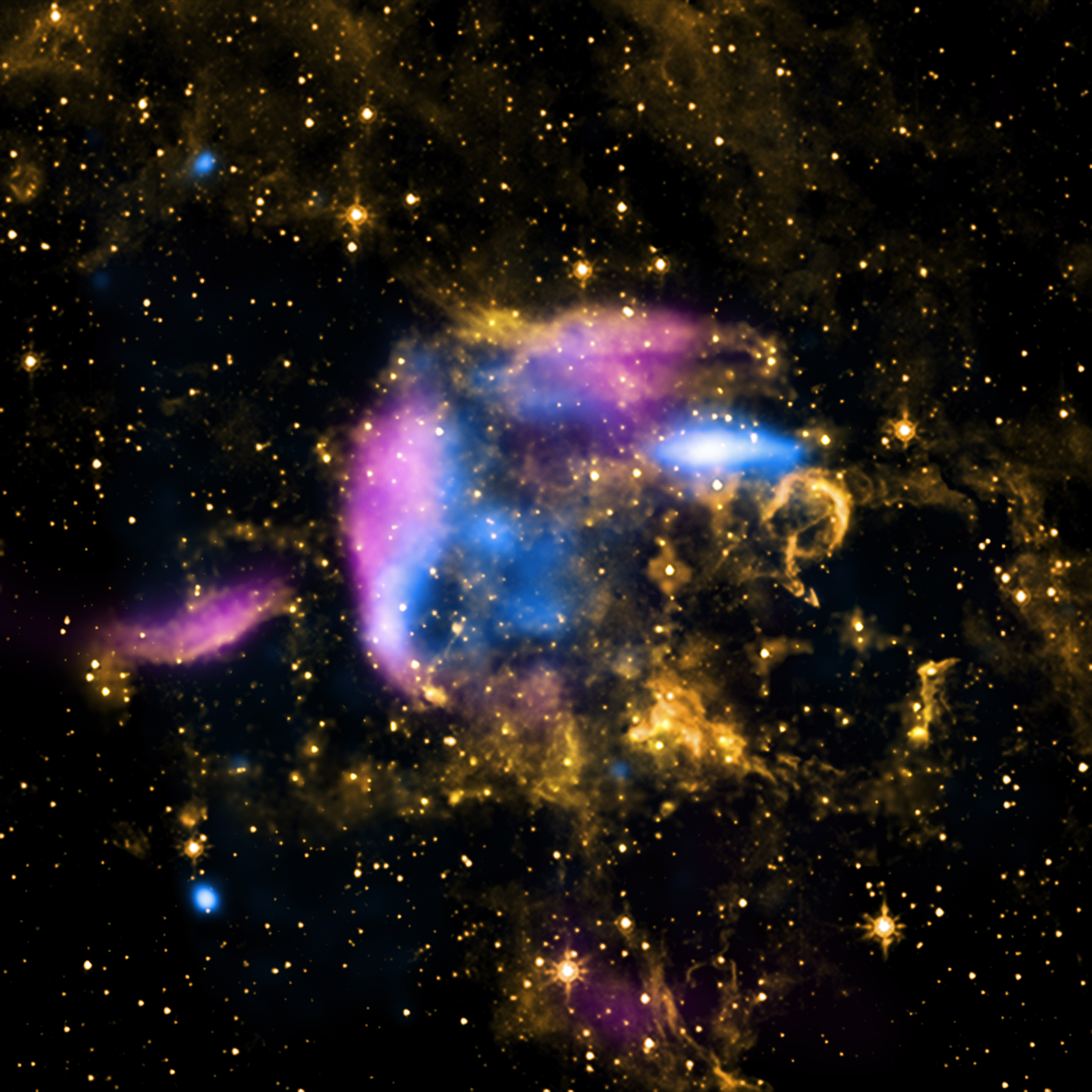
Imagen de CTB 37A en distintas longitudes de onda

En esta constelación se sitúa la nebulosa planetaria NGC 6302, llamada también Nebulosa de la Mariposa. Distante unos 4000 años luz, es una de las nebulosas planetarias más complejas que se conocen. Su estrella central es uno de los objetos más calientes del universo, con una temperatura superior a 250 000 K, que no ha podido ser observada al estar rodeada de un denso disco ecuatorial de polvo y gas que la oculta en todas las longitudes de onda.
Por otra parte, NGC 6334 e IC 4628 son nebulosas de emisión y regiones de activa formación estelar. NGC 6334 se encuentra en el brazo Carina-Sagitario de nuestra galaxia a una distancia aproximada de 5500 años luz.
En Escorpio se encuadran varios restos de supernova.
CTB 37A es un resto de supernova de morfología mixta: en banda de radio muestra una estructura similar a una concha en la parte norte, con una zona de «ruptura» al suroeste, mientras que en rayos X la emisión es centralizada, predominando la emisión térmica. La búsqueda de pulsos de rayos gamma en esta región del firmamento condujo al descubrimiento del púlsar PSR J1714−3830.
Por otra parte, G350.1-0.3 es otro resto de supernova, de forma alargada y distorsionada. Su edad se ha estimado entre 600 y 1200 años, por lo que es el resto de una de las supernovas más recientes.
Finalmente, la nebulosa Tornado es un resto de supernova atípico, pues consta de tres partes que han sido denominadas cabeza, cola y ojo.

## Estrellas principales
- α Scorpii, conocida como Antares.

Reconstrucción de la imagen de Antares utilizando el interferómetro del VLT del ESO.

- β Scorpii, conocida como Acrab o Graffias.
- δ Scorpii, conocida como Dschubba.
- ε Scorpii, conocida como Wei.
- ζ1 Scorpii.
- η Scorpii.
- θ Scorpii, conocida como Sargas.
- ι1 Scorpii.
- ι2 Scorpii.
- λ Scorpii, conocida como Shaula.
- κ Scorpii, conocida como Girtab.
- ξ Scorpii.
- μ1 Scorpii.
- ν Scorpii, conocida como Jabbah.
- ο Scorpii.
- π Scorpii.
- ρ Scorpii.
- σ Scorpii, conocida como Al Niyat.
- τ Scorpii.
- υ Scorpii, conocida como Lesath.
- G Scorpii.
- k Scorpii.
- Q Scorpii.
- 18 Scorpii, estrella cuyas características son iguales a las del Sol.
- U Scorpii, la nova recurrente más rápida conocida.

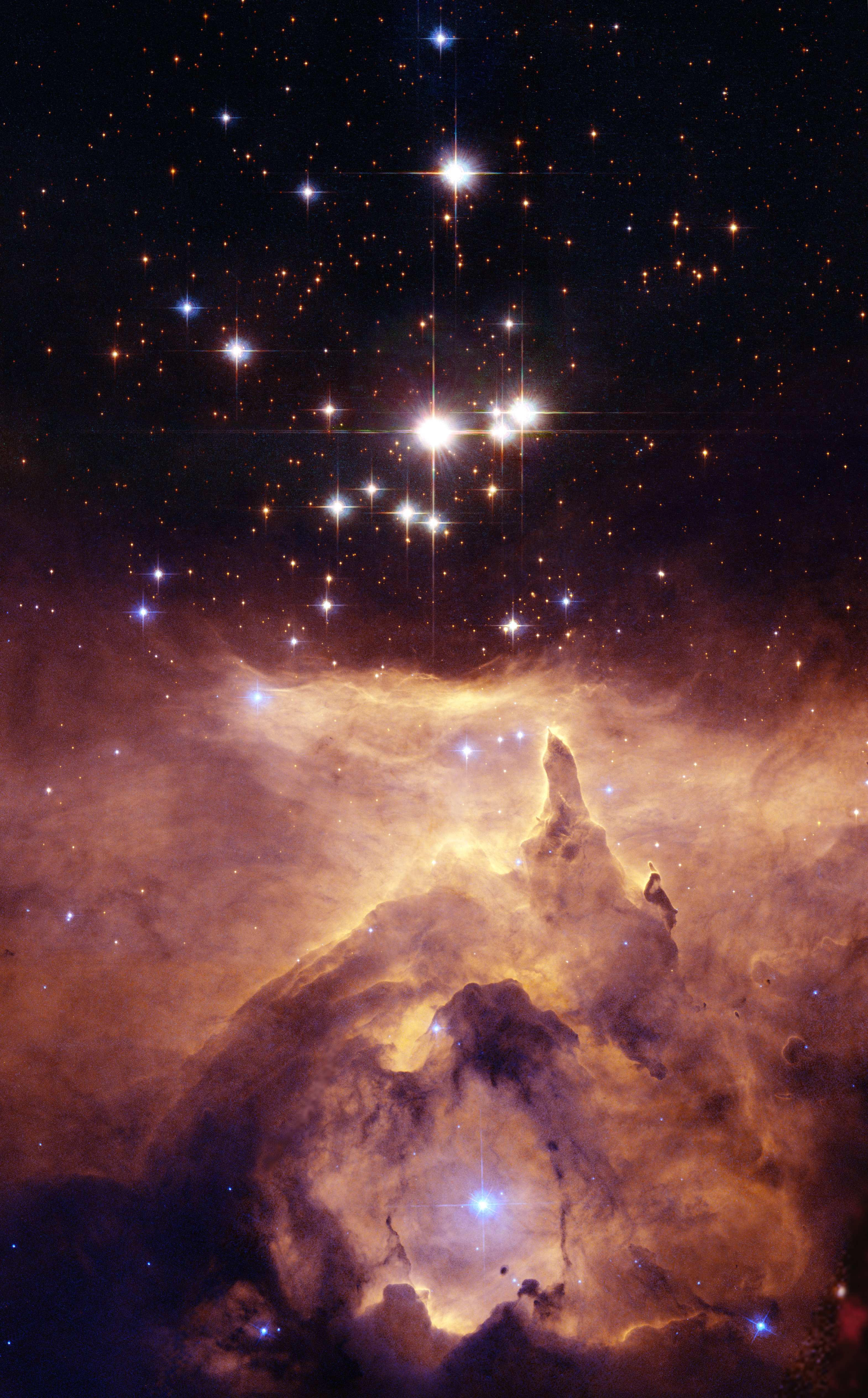
Imagen del telescopio Hubble de NGC 6357 y Pismis 24-1 (Créditos: NASA / ESA / J. Maíz Apellániz, IAA)

- BM Scorpii, estrella más brillante de M6.
- FV Scorpii, binaria eclipsante cuya componente principal es una estrella B6V.
- AH Scorpii, una de las estrellas hipergigantes más grandes conocidas y una de las más luminosas.
- V856 Scorpii (HR 5999), una de las estrellas Herbig Ae/Be mejor estudiadas.
- V1034 Scorpii, binaria eclipsante.
- V1075 Scorpii, caliente estrella azul de magnitud 5,61.
- HD 144432 (Hen 3-1141), también una estrella Herbig Ae/Be.
- HD 145825, análogo solar.
- HD 147513, enana amarilla con un planeta extrasolar.
- Gliese 682, enana roja a 16,34 años luz.
- Gliese 667, sistema estelar triple formado por estrellas de baja masa.
- HIP 79431, enana roja con un planeta.
- 1RXS J160929.1-210524, joven estrella con un posible planeta extrasolar.
- Pismis 24-1 (HD 319718), uno de los sistemas estelares más masivos que se conocen.
- HD 160529, estrella hipergigante y variable luminosa azul.
- HD 149404, estrella doble solamente separable mediante métodos espectroscópicos formada por dos componentes muy masivos.

## Objetos del cielo profundo

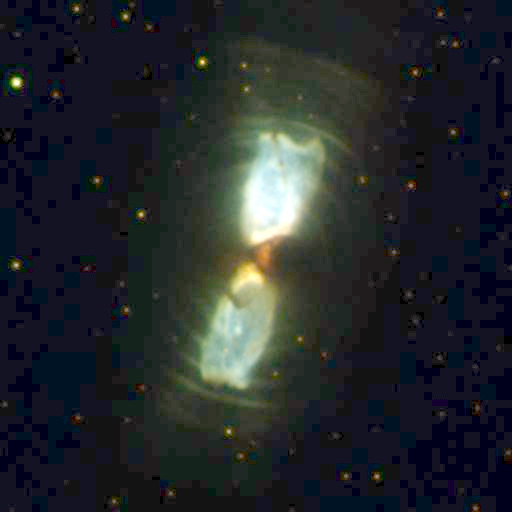
Protonebulosa planetaria Algodón de Azúcar.

- M4 (NGC 6121), cúmulo globular distante 7200 años luz; contiene algunas enanas blancas que están entre los objetos más antiguos de la Vía Láctea con una edad estimada de 13 000 millones de años. Es visible con prismáticos.
- M6, cúmulo abierto conocido como Cúmulo de la Mariposa.
- M7, cúmulo abierto ya conocido por Claudio Ptolomeo en el año 130; hoy recibe el nombre de Cúmulo de Ptolomeo.
- M80, cúmulo globular que se localiza al este de M4.
- NGC 6231, cúmulo abierto descubierto por Giovanni Battista Odierna.
- NGC 6302 (Nebulosa del Insecto), una de las nebulosas planetarias más complejas que se conocen, cuya estrella central tiene una temperatura superior a 200 000 K.
- Nebulosa Algodón de Azúcar (IRAS 17150-3224), protonebulosa planetaria. Fue descubierta por el observatorio espacial de infrarrojos IRAS.
- Cúmulos abiertos NGC 6124 y NGC 6231. Este último contiene un gran número de estrellas supergigantes jóvenes y calientes mucho más luminosas que el Sol incluidas dos estrellas Wolf-Rayet.
- Restos de supernova CTB 37A, CTB 37B, SNR G344.7-00.1, SNR G349.7+00.2 y SNR G352.7-00.1.
- G350.1-0.3, joven resto de supernova cuya morfología es extrañamente asimétrica.
- Nebulosa Tornado, también un complejo resto de supernova.

## Mitología
Dice Eratóstenes que el Escorpión se reparte, por su gran tamaño, a lo largo de dos de las doce regiones del firmamento. Una la ocupan las pinzas (Χηλαί en griego, Chelae en latín), que forma su propio signo (Libra) y la otra el cuerpo y el aguijón, que es la que nos atañe. En acadio se le conocía como Zuqaqipu (el escorpión) y en sumerio como GÍR.TAB (el escorpión). Sobre el catasterismo, dicen que Artemisa hizo que este surgiese de la estribación que hay en la isla de Quíos y picara a Orión (así murió), después de que, de manera indecorosa, hubiera intentado forzarla durante una cacería. Zeus lo situó entre las estrellas de mayor brillo, a fin de que los hombres venideros vean su fuerza y poder.
Otros cambian ligeramente la versión y dicen que Orión, como solía cazar, y se sentía seguro de que era el más hábil de todos, dijo que era capaz de matar cualquier cosa que se antojara. La Tierra, enojada por esto, envió el escorpión que se dice que lo mató. Júpiter, sin embargo, admirando el valor de ambos, puso el escorpión entre las estrellas como lección para que los hombres no se confiasen. Diana, entonces, debido a su afecto por Orión, pidió a Júpiter el mismo favor que él había concedido a la Tierra. Y así la constelación se estableció de tal manera que cuando el Escorpión sale, Orión se pone.
Una versión tardía dice que cuando Quirón atravesaba un bosque con su hijo, un escorpión de inmenso tamaño casi se traga al hijo. Quirón, el mejor de los arqueros, disparó al escorpión y liberó a su hijo, y así el escorpión fue llevado al cielo.